# خائیم سوتین
شعیم سوتین یا تلفظ روسی آن  خائیم سوتین (انگلیسی: Chaim Soutine؛ به روسی:Хаим Сутин؛ ۱۳ ژانویه ۱۸۹۳–۹ اوت ۱۹۴۳) یک نقاش اهل امپراتوری روسیه بود که در حین زندگی و کار در پاریس سهم عمده ای در جنبش اکسپرسیونیست داشت.
او از نقاشی کلاسیک در سنت اروپایی، که نمونه‌های آن آثار رامبراند، شاردین و کوربه است الهام گرفته بود، سوتین یک سبک فردی را ایجاد کرد که بیشتر به شکل، رنگ و بافت بیش از نشان‌دادن موضوع مربوط می‌شد و به عنوان پلی بین رویکردهای سنتی‌تر و شکل در حال توسعه اکسپرسیونیسم انتزاعی عمل می‌کرد.

## نگارخانه

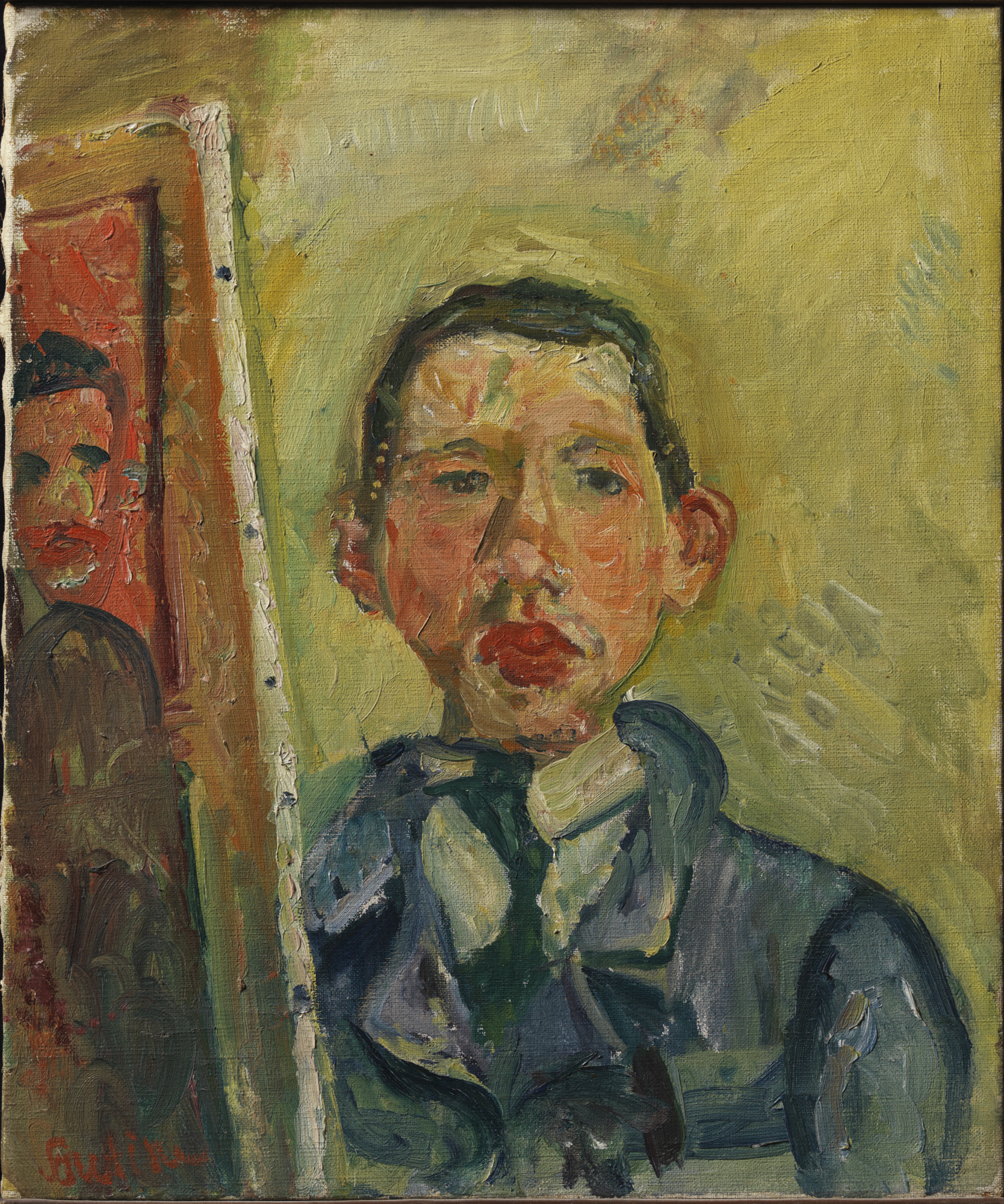
خود پرتره، ۱۹۱۸، مجموعه هنری و رز پرلمن، امانت بلند مدت به موزه هنرهای دانشگاه پرینستون
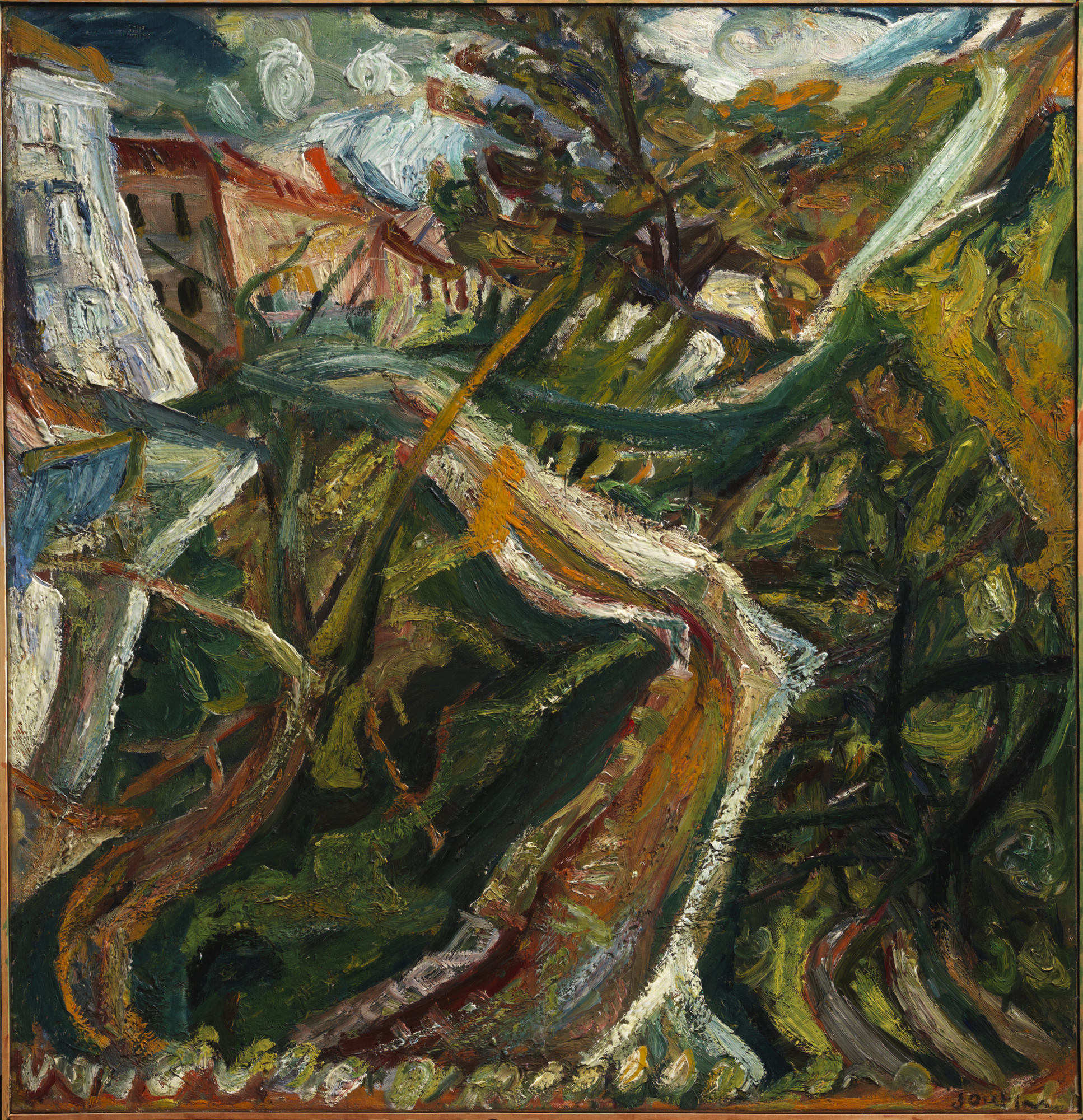
Chemin de la Fontaine des Tins at Cret , ca. 1920 ، مجموعه هنری و رز پرلمن، امانت بلند مدت به موزه هنرهای دانشگاه پرینستون
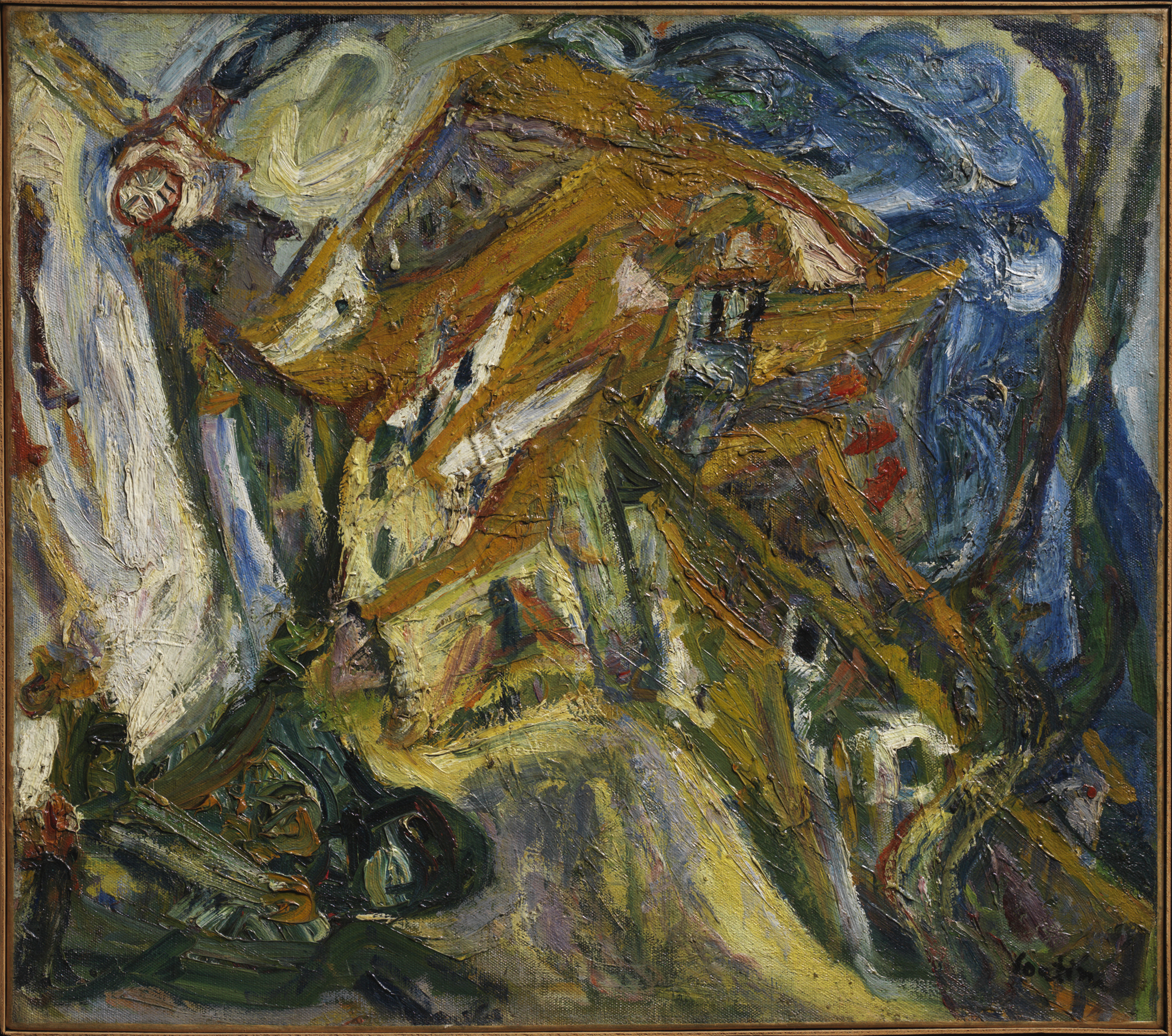
نمایی از Cret , ca. 22-22-1921 ، بنیاد هنری و رز پرلمن با امانت بلند مدت به موزه هنرهای دانشگاه پرینستون
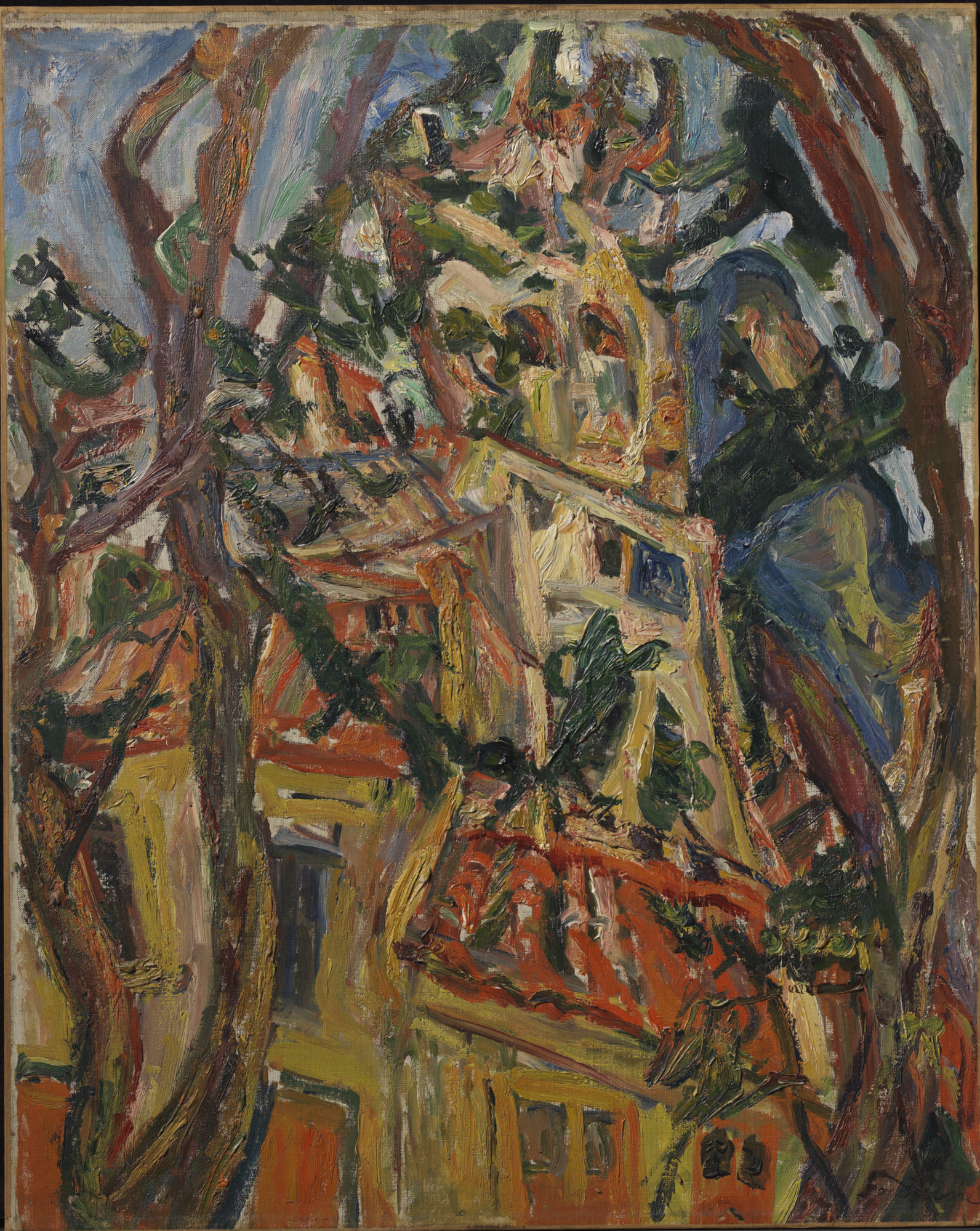
Steeple of Saint-Pierre at Cret , ca. در سال ۱۹۲۲ ، بنیاد هنری و رز پرلمن با امانت بلند مدت به موزه هنرهای دانشگاه پرینستون